# Механика људске сексуалности
Механика људске сексуалности, механика секса или биомеханика људске сексуалности  је област проучавања механике повезане са људском сексуалном активношћу. Примери у овој области укључују биомеханичко проучавање јачине вагиналног ткива,  биомеханику мушке еректилне функције, али и механику секса у ограниченим околностима, као што је сексуална активност при нултој гравитацији у свемиру.

## Истраживања
Први истраживачи у овој области проучавали су мушке и женске гениталије током коитуса (пенетрације пениса у вагину) ултразвучном технологијом 1992. године и магнетном резонантом томографијом (МРТ) 1999. године, мапирајући анатомију активности и сликајући детање који илуструју активности мушких и женских гениталија.
У истраживању које је користило магнетну резонанцу, истраживачи су снимили парове који изводе коитус унутар апарата за магнетну резонанцу. Снимци коитуса начињени магнетном резонанцом су показали да пенис има облик бумеранга, да једну трећину његове дужине чини корен пениса, а да се зидови вагине чврсто обавијају око њега. Штавише, МРТ током коитуса указује да је унутрашњи део клиториса стимулисан пенис-вагиналним покретима.
Ове студије наглашавају улогу клиториса и указују на то да оно што се назива Г-тачка може постојати само зато што се клиторис са високом инервацијом повлачи близу предњег зида вагине када је жена сексуално узбуђена и током вагиналне пенетрације.

## Дефиниције механике еректилне функције/дисфункције
Наука о механици може се једноставно дефинисати као проучавање кретања тела и сила које узрокују кретање. Инжењерска механика се бави или динамичким проблемом обезбеђивања сила за стварање кретања (као што је потисак млазног мотора за покретање авиона) или статичким проблемом који захтева спречавање кретања у присуству (неуравнотежених) сила (као у дизајну моста преко реке да се не распадне под оптерећењем које треба да носи).
Да је импотенција пениса, или еректилна дисфункција (ЕД), првенствено последица физичких, а не психолошких фактора,  је мишљење које се генерално  заступало до пре неколико деценија.
ЕД је дефинисао Панел америчког Националног института за здравље као...конзистентна немогућност постизања или одржавања ерекције довољне за задовољавајући сексуални учинак.
ЕД се такође може дефинисати са инжењерске механичке тачке гледишта као колапс или извијање тела пениса у присуству аксијалне силе приликом покушаја или након продора у вагину. 
Последња дефиниција нуди објективни квантитативни критеријум који, уз помоћ инжењерске теорије извијања стубова, обећава да ће обезбедити математички однос извијања пениса са његовим физиолошким узроцима. Ова дефиниција нема за циљ да умањи значај претходне субјективне дефиниције да је ЕД болест која ремети квалитет живота, и изазива забринутост која угрожава живот и степен задовољства, или недостатак истог, код појединца и његовог партнера његовим физичким стањем, што  треба да буде крајњи критеријум за то каква врста лечења, ако постоји, може бити одговарајућа.
Феномен ерекције укључује радње које нису механичке. Мозак шаље сигнал преко кичмене мождине кроз парасимпатички нервни систем изазивајући ослобађање азотног оксида,  неуротрансмитера који хемијски опушта глатке мишиће у кавернозним телима пениса (две експанзионе коморе у пенису)   Ово омогућава појачан доток крви у лакунарне просторе тела пениса и механички процес, који изазива експанзију еректилног ткива, уз истовремену констрикцију венског одлива што резултује задржавањем крви, повећањем пениса и ригидношћу, слично процесу удувавања ваздуха у балон. При томе требало би имати у виду да се трећа комора пениса, позната као сунђерасто тело која окружује уретру, не шири. 